# Les Croûtes
Les Croûtes je francouzská obec v departementu Aube v regionu Grand Est. V roce 2012 zde žilo 105 obyvatel.

## Poloha
Obec leží u hranic departementu Aube s departementem Yonne, tedy i u hranic regionu Grand Est s regionem Burgundsko-Franche-Comté. Sousední obce jsou: Butteaux (Yonne), Courtaoult, Flogny-la-Chapelle (Yonne), Chessy-les-Prés, Percey (Yonne) a Soumaintrain (Yonne).

## Vývoj počtu obyvatel
Počet obyvatel